# Lisa Ullrich
Lisa Ullrich, född 12 augusti 1900 i Odessa i Kejsardömet Ryssland, död 5 juni 1986 i Östberlin, DDR, var en tysk politiker (Tysklands kommunistiska parti). Hon var ledamot i den tyska riksdagen 1932–1933 och medlem i tyska motståndsrörelsen 1933–1934. 